# Enrique Wernicke
Enrique Wernicke (Buenos Aires, 25 de febrero de 1915-Buenos Aires, 30 de agosto de 1968) fue un escritor, periodista y titiritero argentino. Escribió novelas, cuentos poesías y obras de teatro. Una de sus obras más logradas es La Ribera, novela publicada en 1955.

## Vida y obra
Enrique Wernicke trabajó en el campo, luego, como publicitario, titiritero y fabricante de soldaditos de plomo. Se radicó en la ribera norte del Gran Buenos Aires, donde ubicó una parte importante de sus obras. Afiliado al partido comunista, tuvo influencia en parte de la intelectualidad de izquierda de mediados de los años 1950 y 60, y fue un enfermo de alcoholismo. Sus obras se caracterizan por una prosa despojada, concisa, sobria; la descripción de personajes comunes y la preocupación social.
Escribió una obra abundante en novela, cuento, teatro, poesía y relatos para niños. Entre sus libros se destacan: La ribera, El agua, Sainetes contemporáneos, Hans Grillo, El señor cisne.

## Libros publicados (selección)

### Novelas
- La tierra del bien te veo (1948)
- Chacareros (1951)
- La Ribera (1955)
- El agua (1968)

### Cuentos
- Función y muerte en el cine ABC (1940)
- Hans Grillo (1940)
- El señor Cisne (1947)
- Los que se van (1957)

### Teatro
- Los aparatos (1965)
- Sainetes contemporáneos (1965)

### Poesía
- Palabras para un amigo (1937)
- El capitán convaleciente (1938)
- Tucumán de paso (1949)

## Premios recibidos
- Premio Municipal de Buenos Aires (1940), por Hans Grillo.
- Faja de honor de la SADE (1947), por El señor cisne.
- Premio de la Dirección de Cultura de Buenos Aires (1955), por La ribera.
- Asociación Críticos Teatrales: Mejor autor 1963, por Sainetes contemporáneos.
- Premio Nacional de Literatura (1968, póstumo), por El agua.